# 马克斯·弗拉迪米尔·冯·贝克
马克斯·弗拉迪米尔·冯·贝克男爵（Baron Max Wladimir von Beck） (1854年9月6日—1943年1月20日) 奥地利政治家，奥地利首相（1906—1908）。1906年12月他起草一项法案，其中规定男子有普选权，帝国议会实行各民族比例代表制。这一法案于1907年1月成为法律。在他执政期间，实施新的社会保险方案，并将两条铁路收归国有。由于他反对奥匈帝国兼并波斯尼亚，被迫于1908年11月辞职。他被公认为最干练的奥地利首相之一。2007年1月10日发行的奥地利公民普选权100周年纪念币以他为主题。